# Erstatning i kontrakt
Erstatning i kontrakt er en juridisk betegnelse, der bruges af metodiske og oversigtsmæssige hensyn indenfor erstatningsretten og obligationsretten.
Erstatning i kontrakt er kendetegnet ved, at et erstatningskrav har hjemmel i en aftale.